# Storplattnos
Storplattnos (Platyrhinus resinosus) är en skalbagge som beskrevs 1763 av Scopoli. Arten ingår i släket Platyrhinus och familjen plattnosvivlar.

## Utbredning
Storplattnosen förekommer i Europa och Nordafrika över Mellanöstern till östra Sibirien. Den är känd från alla de nordiska länderna och Baltikum.

## Utseende
Storplattnosen är 8-15 mm lång med klumpig kropp och kraftigt huvud. Kroppen är svart eller rödbrun, med en tät svart, rödbrun och vit behåring som ligger utmed kroppen. Huvudet och täckvingarnas spets är främst ljushåriga, och den har ljusa partier vid täckvingarnas bas och två oregelbundna ljusa tvärband på täckvingarna.

## Ekologi
Larvutvecklingen sker i fruktkropparna på olika dynsvampar på lövträd. Efter att ha levt i fruktkroppen går den sedan in i veden.